# Museo Padre Anchieta

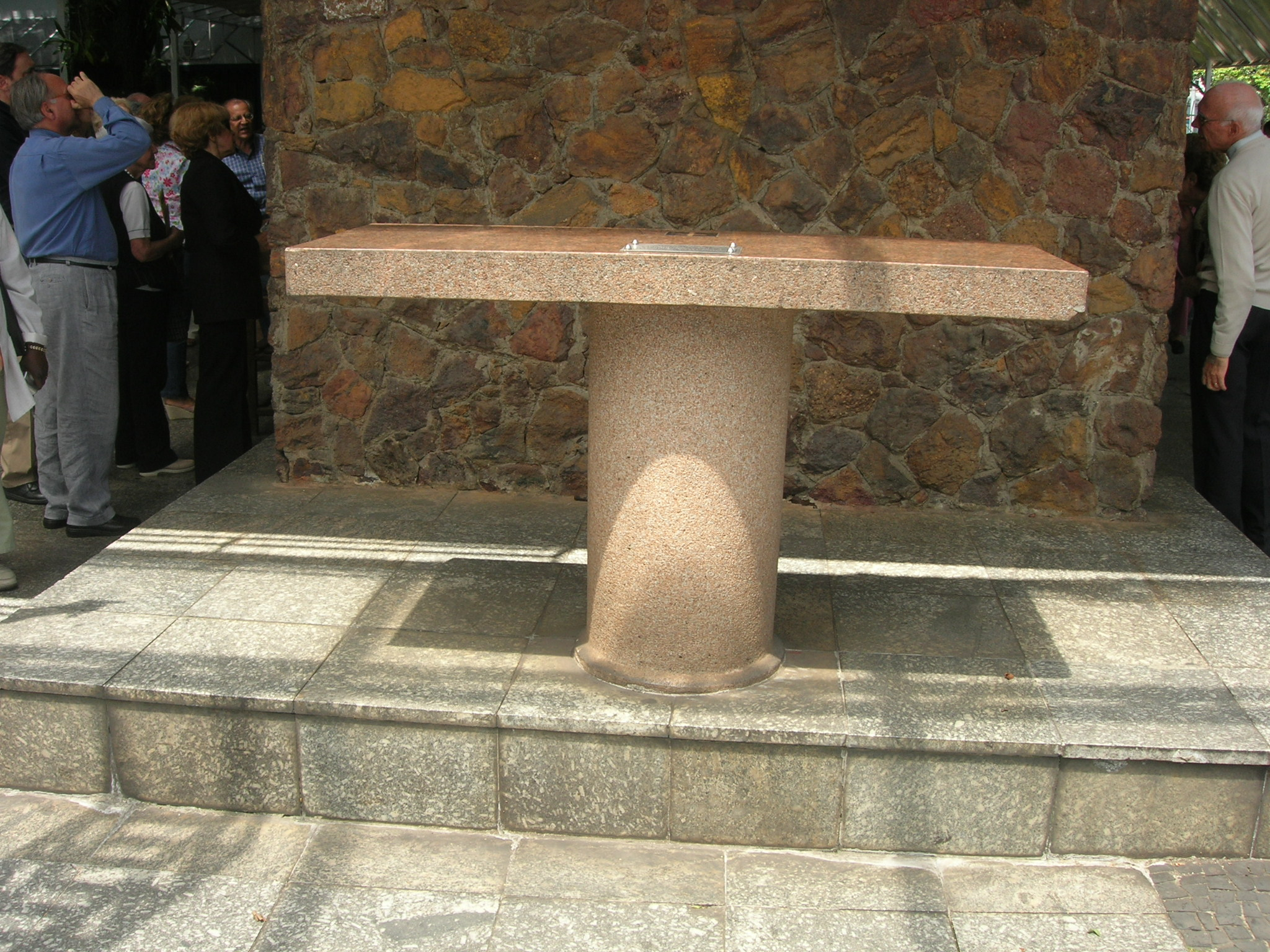
Altar donde el Juan Pablo II celebró la primera misa luego de la beatificación del Padre José de Anchieta.

El Museo Padre Anchieta (en portugués Museu Padre Anchieta) es un museo localizado en la plaza del Pátio do Colégio, en el centro de la ciudad brasileña de São Paulo, capital del Estado homónimo.
Reúne toda la historia de vida del Padre José de Anchieta. Tiene una maqueta que muestra la antigua ciudad de São Paulo, cercada por tapiales y por los ríos de la época. Se conservan también utensilios de uso diario de la época y trabajos preciosos de arte sacro. En el patio, hay una pared histórica de aproximadamente 500 años, hecha de barro y aceite de ballena por el padre Afonso Brás que fue mantenida en estado original para su estudio. 
Se ubica en un punto del Planalto Paulista escogido por los jesuitas Manuel da Nóbrega y José de Anchieta para la fundación, en 1554, de la ciudad que con el tiempo se convertiría en la más populosa del hemisferio sur y la primera en nacer de un colegio.